# Isla de la Torre
La isla de la Torre es una pequeña isla española de la bahía de Santander situada frente a la playa de los Bikinis en Santander, Cantabria. En los días de mareas vivas, se llega a conectar con tierra mediante un tómbolo rocoso y arenoso situado al noreste de la isla.
Aunque su superficie apenas sobrepasa la media hectárea, se trata de una isleta muy caracterizada y visible. Es llana y entre el roquedal aparece una pequeña playa. La parte más ancha de la isla está ocupada por entero por la Escuela Cántabra de Deportes Náuticos. Posee un embarcadero de considerable porte. Junto a la isla de la Torre está la isla de la Horadada, que es un peñascal algo elevado que contaba hasta el 19 de enero de 2005 con un arco de roca natural. Si bien no pasa de un minúsculo roquedo, es muy reconocida dentro de la identidad colectiva de los santanderinos.
Con frecuencia, y al menos desde el siglo XVIII, se repite un error en la toponimia de esta isla al denominársela como isla de los Ratones, nombre que en realidad corresponde a un pequeño islote situado frente a la localidad de Elechas, en Marina de Cudeyo.

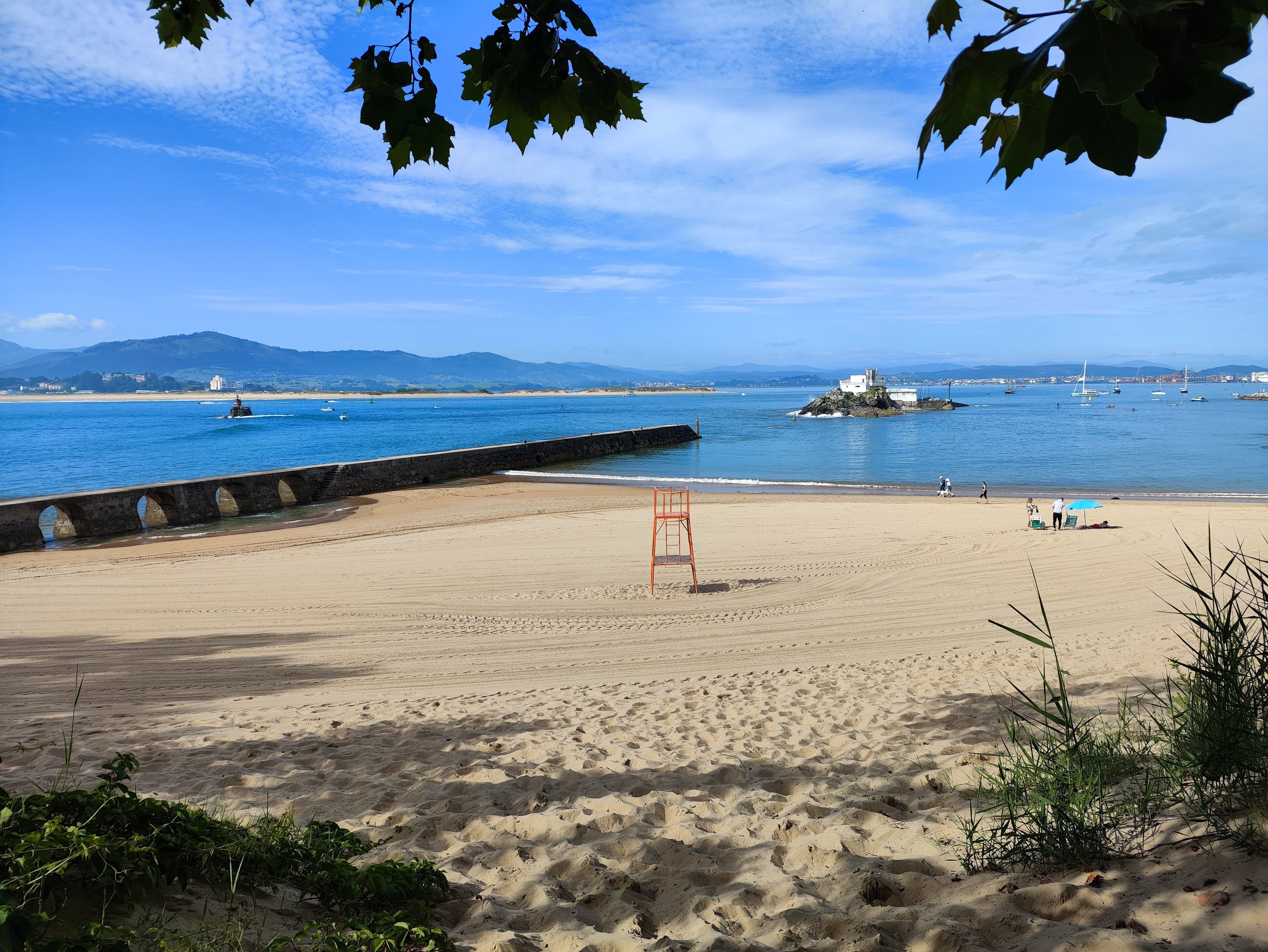
El espigón de la playa de los Bikinis con la isla de la Torre al fondo.

## Historia[4]
A comienzos del siglo XVIII, durante la guerra de sucesión española, la isla fue fortificada, instalándose en ella una batería de artillería para proteger el acceso a Santander. Cuando Isabel II visitó la ciudad en 1861, aquí se instaló una tienda que, por su forma, dio durante un tiempo a la isla el nombre de isla de la Corona. En 1930 el ministerio de Fomento y la Junta Central de Puertos otorgó una concesión a la Sociedad Fomento de Caza y Pesca para la construcción de un refugio en la isla; el proyecto de la sociedad incluía desembarcaderos, un gran salón de estar con terraza y ventanales, cocina, aseo y dormitorio para el guarda. Las instalaciones que están ocupadas actualmente por la Escuela de Vela fueron levantadas en los años 1930, durante la Segunda República española.